# Раонь
Раонь — деревня в Куньинском районе Псковской области России. Входит в состав Жижицкой волости.

## География
Расположена на юго-востоке региона, на юго-восточном побережье озера Жижицкое, примерно в 5,5 км к югу от волостного центра, деревни Жижица.

## Население
| 2001 | 2002 | 2010 |
| ---- | ---- | ---- |
| 6    | ↗8   | ↗25  |

Численность населения деревни по оценке на начало 2001 года составляла 6 жителей.